# Андре Мюрер
Андре Мюрер (швед. André Myhrer,*11 січня 1983) — шведський гірськолижник, олімпійський чемпіон та медаліст.
Мюрер виборов бронзову олімпійську медаль у спеціальному слаломі на Олімпіаді у Ванкувері, показавши найкращий час у другій спробі. На попередній, Туринській олімпіаді він був четвертим.
Золоту олімпійську медаль та звання олімпійського чемпіона Мюрер виборов на Пхьончханській олімпіаді 2018 року в слаломі. 
Станом на травень 2010 на його рахунку одна перемога на етапах Кубка світу, здобута в Бівер-Крик у 2006.